# Pablo Martín Alonso (guardia civil)
Pablo Martín Alonso (Hermisende, Zamora; 1952) es un guardia civil español que se desempeñó como director adjunto operativo (DAO) de la Guardia Civil desde su nombramiento el 5 de diciembre de 2016 hasta la abolición del cargo el 29 de julio de 2017.

## Biografía
Pablo Martín Alonso nació en 1952 en la localidad zamorana de Hermisende. Pasó por la academia de la Guardia Civil de la que egresó en 1975.
Durante 17 años estuvo destinado en el Servicio de Información de la Guardia Civil durante los años de la lucha contra el terrorismo de ETA.
De agosto de 2003 a septiembre de 2004 fue agregado de la Embajada de España en Francia. Tras terminar este destino, le fue conferido el mando de la Jefatura de Información de la Guardia Civil el 10 de septiembre del año 2004. Ocuparía el cargo hasta el 3 de junio del 2012, habiendo estado en el mismo durante el Proceso de paz con ETA del gobierno de José Luis Rodríguez Zapatero y en el cese definitivo de la banda en octubre de 2011.
El 2 de diciembre de 2016, el ministro del Interior Juan Ignacio Zoido le nombró nuevo director adjunto operativo (DAO) de la Guardia Civil en reemplazo de Cándido Cardiel Ojer.
El 29 de julio de 2017, Zoido disolvió el cargo de DAO en una reestructuración de los órganos policiales como respuesta al escándalo de la «Policía patriótica» de Eugenio Pino (anterior DAO del CNP) según apuntaban, medios como Público. Según otros medios como El Confidencial Digital, Martín Alonso tampoco era muy apreciado por La Moncloa del Segundo gobierno de Mariano Rajoy por no haber avisado a los populares de investigaciones como las relativas a José Antonio Nieto y el PP de Madrid.
En los audios del excomisario José Manuel Villarejo destapados años después, María Dolores de Cospedal, ministra de Defensa en 2017, se jactaba de haber conseguido las destituciones de Martín Alonso y de Villabona Madera (DAO del CNP).

## Distinciones
- Caballero de la Legión de Honor ( Francia, 16 de septiembre de 2015).[7]
- Gran Cruz del Mérito Naval con distintivo blanco ( España, 26 de diciembre de 2014).[8]
- Gran Cruz de la Orden del Mérito de la Guardia Civil ( España, 5 de mayo de 2014).[9]
- Gran Cruz del Mérito Militar con distintivo blanco ( España, 18 de diciembre de 2009).[10]
- Gran Cruz de la Real y Militar Orden de San Hermenegildo ( España, 19 de septiembre de 2008).[11]
- Cruz Blanca de la Orden al Mérito del Plan Nacional sobre Drogas ( España, 24 de noviembre de 1999).[12]